# Municipio de Danilovgrad
El Municipio de Danilovgrad (idioma montenegrino: Општина Даниловград) es uno de los veintitrés municipios en los que se encuentra dividida la República de Montenegro. Su capital y ciudad más importante es la localidad de Danilovgrad.

## Geografía
El municipio se encuentra localizado en la parte central de la República de Montenegro, limita al norte con el Municipio de Kolašin, al sur con el Municipio de Cetiña, al este con el Municipio de Podgorica y al oeste con el Municipio de Nikšić.

## Demografía
La población total del municipio es de 18.472 habitantes según el censo del 2011. La localidad más poblada es la ciudad de Danilovgrad que cuenta con 5.512 habitantes seguida de la localidad de Spuž que posee 1.529.

## Localidades
Comprende las siguientes localidades (población en 2011):
- Bare Šumanovica - 43
- Begovina - 284
- Bileca - 58
- Bobulja - 235
- Bogicevici - 69
- Boronjina - 22
- Bracani - 14
- Brajovici - 296
- Brijestovo - 8
- Curcici - despoblado
- Curilac - 548
- Dabojevci - 17
- Daljam - 241
- Danilovgrad – 5156 (la capital)
- Ðjedezi - 17
- Do Pješivacki - 24
- Dolovi - despoblado
- Donje Selo - 399
- Donji Martinici - 387
- Donji Rsojevicci - 44
- Drakovici - 15
- Ðurickovici - 18
- Frutak - 97
- Gorica - 141
- Gornji Martinici - 28
- Gornji Rsojevici - 18
- Gostilje Brajovicko - 12
- Gostilje Martinicko - 27
- Gradina - 187
- Grbe - 1730
- Gruda - 167
- Jabuke - 26
- Jastreb - 303
- Jelenak - 104
- Jovanovici - 41
- Klikovace - 422
- Kopito - 204
- Kosic - 515
- Kujava - 93
- Kupinovo - 20
- Lalevici - 151
- Lazarev Krst - 37
- Livade - 160
- Lubovo - 24
- Malenza - 119
- Mandici - 29
- Mijokusovici - 97
- Miogost - 12
- Mokanje - 29
- Mosori - 39
- Musterovici - 7
- Novo Selo - 613
- Orja Luka - 279
- Pitome Loze - 529
- Podglavica - 231
- Podvrace - 26
- Poljica - 11
- Potkula - 325
- Potocilo - 48
- Povrhpoljina - 44
- Požar - 95
- Rošca - 39
- Ržišta - despoblado
- Sekulici - 147
- Sladojevo Kopito - 654
- Slap - 50
- Slatina - 28
- Šobaici - 15
- Spuž - 1696
- Sretnja - 22
- Strahinici - 53
- Šume - 54
- Tvorilo - 27
- Veleta - 40
- Vinici - 21
- Viš - 125
- Vucica - 162
- Zagorak - 130
- Zagreda - 228
- Župa - 41